# Heleniella asiatica
Heleniella asiatica är en tvåvingeart som beskrevs av Reiss 1968. Heleniella asiatica ingår i släktet Heleniella och familjen fjädermyggor.
Artens utbredningsområde är Nepal. Inga underarter finns listade i Catalogue of Life.